# Уолл-стрит (линия Лексингтон-авеню, Ай-ар-ти)
|   |   |   |   |
| · | · | · | · |

|   |   |   |   |
| · | · | · | · |

«Уолл-стрит» (англ. Wall Street) — станция Нью-Йоркского метрополитена, расположенная на линии Лексингтон-авеню, Ай-ар-ти.  На станции останавливаются маршруты 4 (круглосуточно) и 5 (круглосуточно, кроме ночи). Она представлена двумя боковыми платформами, обслуживающими два пути.
Станция была открыта 10 июля 1905 года, и названа в честь знаменитой Уолл-стрит. Недалеко от станции, на этой линии, расположены также Уолл-стрит на линии Бродвея и Седьмой авеню и Брод-стрит на линии Нассо-стрит.
Между этой станцией и располагающейся поблизости Брод-стрит линии Нассо-стрит существует подземный переход. Он работает с 07:00 до 18:00 в будние дни и расположен снаружи от турникетов. Бесплатный переход между линиями Лексингтон-авеню и Нассо-стрит осуществляется на трёх следующих станциях к северу (Фултон-стрит, Бруклинский мост — Сити-холл / Чеймберс-стрит и Канал-стрит), так как линии следуют параллельно друг другу.

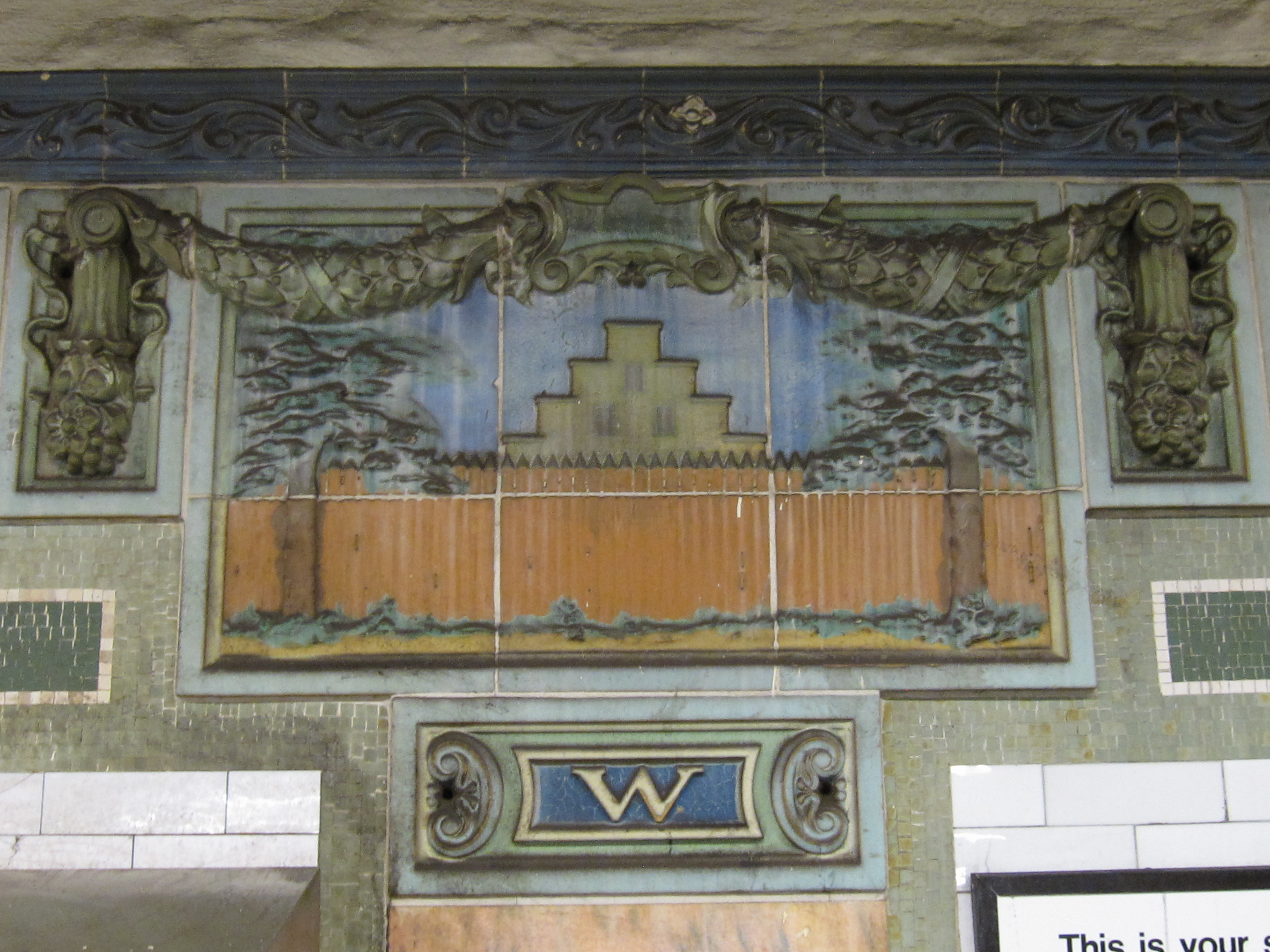
Картуш с изображением стены Нового Амстердама
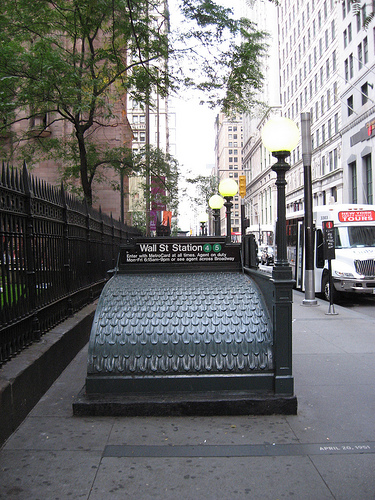
Выход у церкви Троицы
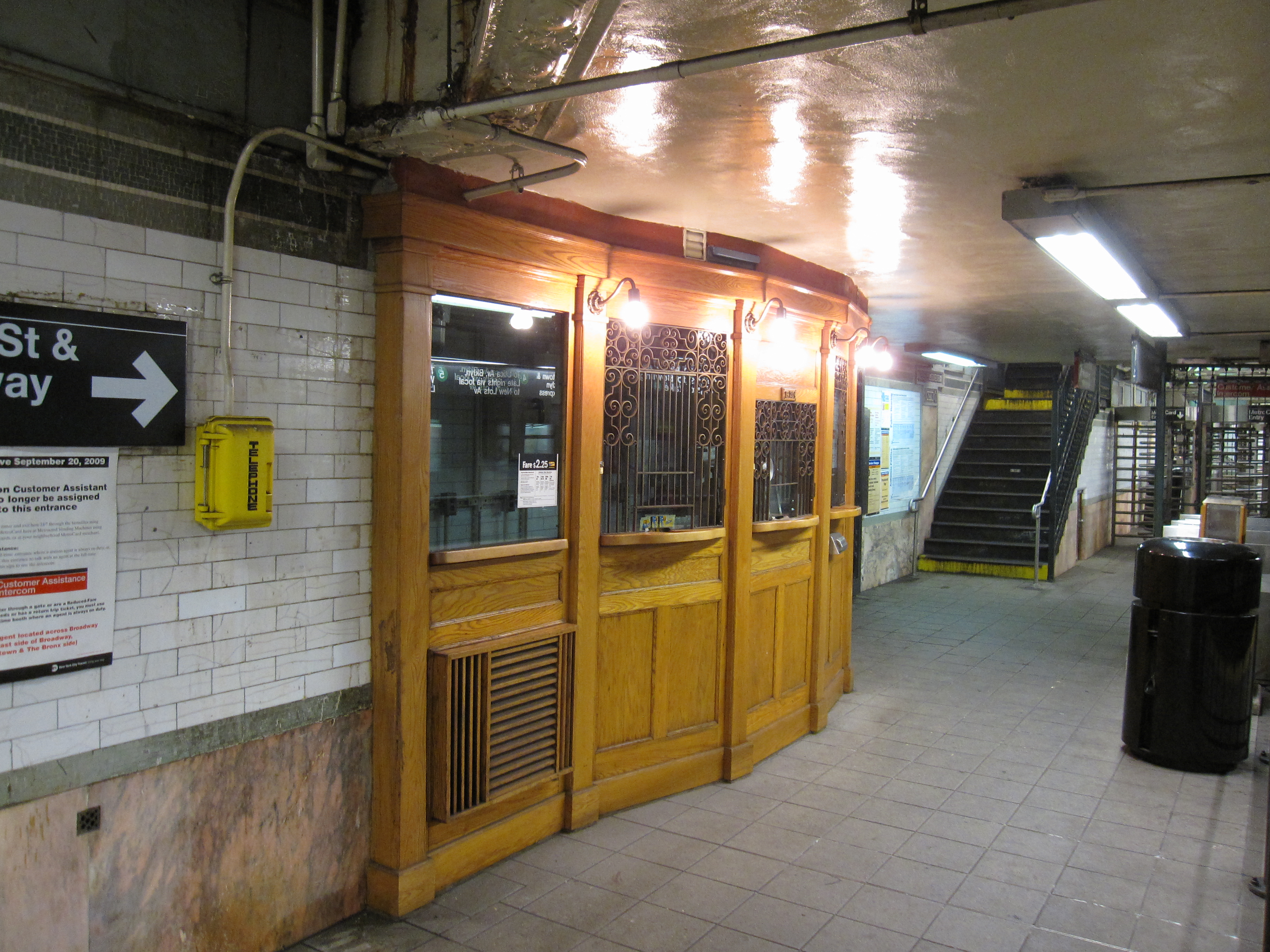
Старая касса
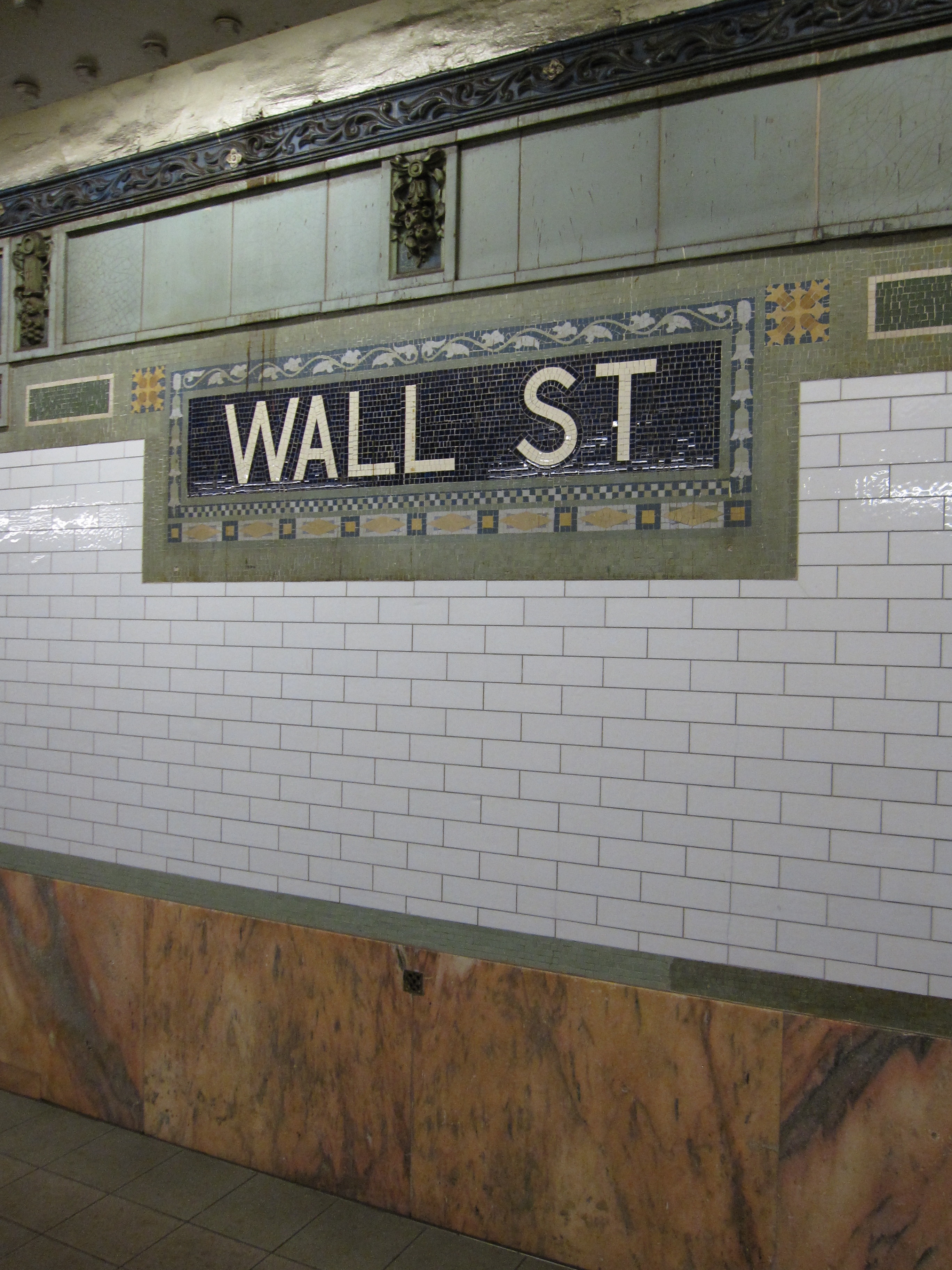
Именная мозаика
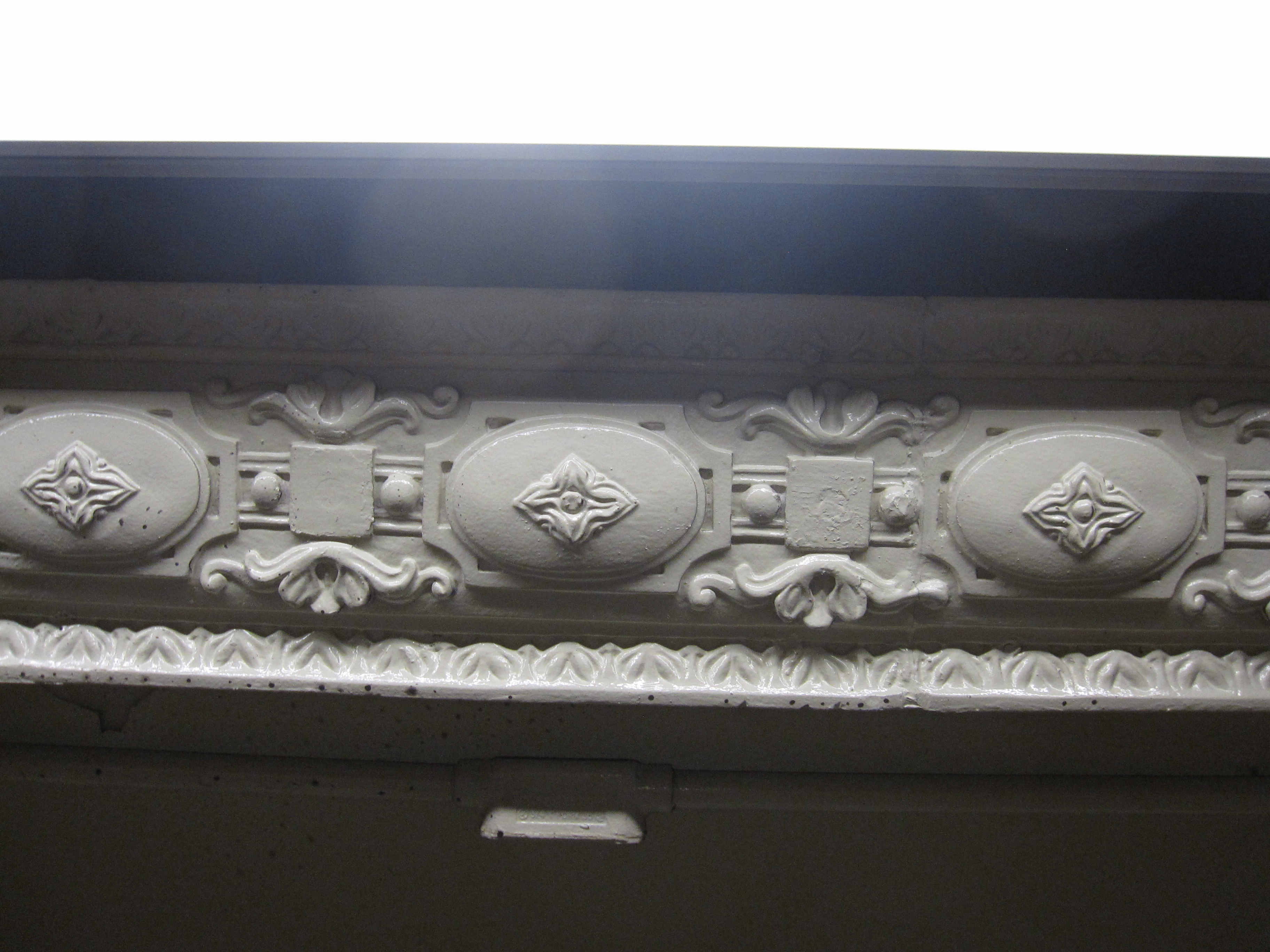
Декор станции
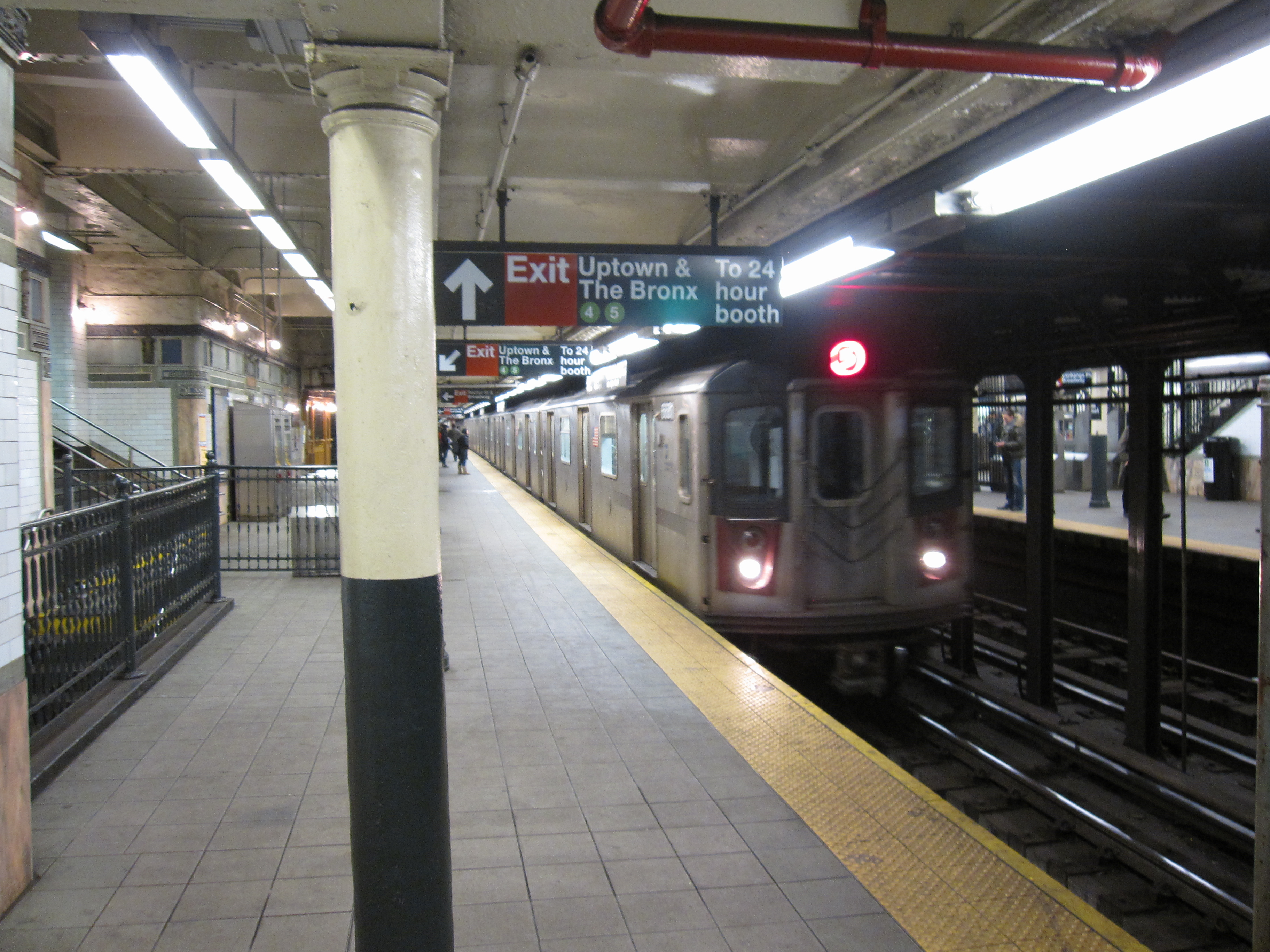
Прибытие поезда 5
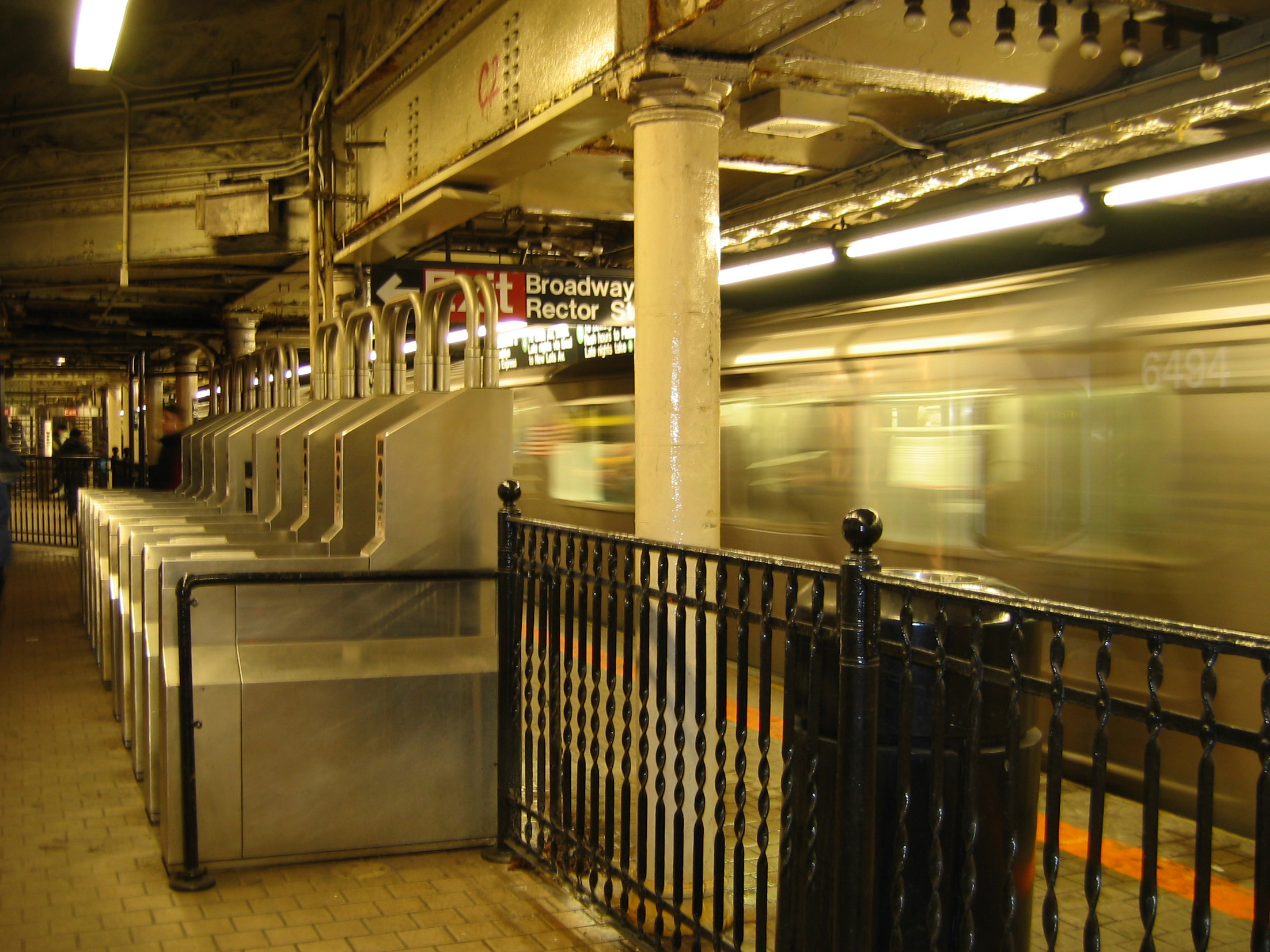
Турникеты на платформе